# Jerzy Marek Chmielewski
Jerzy Marek Chmielewski (ur. 25 kwietnia 1939, zm. 14 września 2015 w Puławach) – polski agronom, rektor Wyższej Szkoły Rolniczo-Pedagogicznej w Siedlcach, wicewojewoda siedlecki (1993–1994).

## Życiorys
Z wykształcenia jest agronomem, specjalizuje się w agrofizyce, geofizyce i hydrologii. W latach 1990–1993 pełnił funkcję rektora [[Uniwersytet 
w Siedlcach|Wyższej Szkoły Rolniczo-Pedagogicznej w Siedlcach]], przegrał wybór na drugą kadencję z prof. Lesławem W. Szczerbą. W latach 1993–1994 był wicewojewodą siedleckim, po odejściu ze stanowiska Wiesława Protasewicza pełnił przez pewien okres funkcję wojewody, następnie powrócił do pracy naukowej (był m.in. zatrudniony w Instytucie Produkcji Roślinnej Wydziału Rolniczego Akademii Podlaskiej).